# Szilády László
Szilády László (Kiskunhalas, 1812. április 15. – Kiskunhalas, 1862. június 7.) református lelkész.

## Élete, munkássága
Régi nemesi családból származott, ősei a Veszprém vármegyei Szentgál királyi vadászai közé tartoztak. Szilády Benjámin és Ozer Róza fiaként született. Apai nagyapja, id Szilády János (†1778) szalkszentmártoni református lelkészként szolgált. 1812. április 15-én született Kiskunhalason. Tanulmányait a bölcseletig szülőhelyén, majd Debrecenben végezte. Akadémikus rektorságot viselt Dömsödön egy évig.
1834-től nagyszékelyi káplán volt. 1836-ben csepeli helyettes lelkészként szolgált. 1837-ben ságvári, 1846-ben jászkiséri, 1848-ban kiskunhalasi rendes lelkész lett. Egyházkerületi tanácsbíróságot is viselt. Aktív egyház írói munkásságot folytatott.
Gyermekei közül Szilády Áron és Szilády János is egyházi pályára lépett.
1862. június 7-én Kiskunhalason hunyt el. A kiskunhalasi régi református temetőben nyugszik.

## Emlékezete
Emlékét Kiskunhalason egy ideig református gimnázium őrizte.

## Munkái
- Egyházi beszédek. Pápa, 1840.
- Hit, remény és szeretet. Ájtatos elmélkedésekben, Kecskemét, 1844.
- Köznapi imák és szertartási beszédek. Kecskemét, 1846.
- Egyházi beszédei. Kecskemét, 1849. (Különféle Viszonyokra Vonatkozó Papi Dolgozatok)
- Gyászbeszédei. I–II. Kecskemét, 1849-1850.
  - → 2. kiadás: Szilády László halotti beszédei egyházban és sírnál. I–II. 1862. (Papi Dolgozatok Gyászesetekre I., II.)
- Néhai Szilády László műveiből halotti prédikácziók, imák és sírbeszédek. Mellékletül: A boldogult szerző felett tartott 2 gyászbeszéd Dobos János és Szász Károlytól. 1863. (Papi Dolgozatok Gyászesetekre IX.)